# Pratt & Whitney F119
A Pratt & Whitney F119 kétáramú, utánégetős gázturbinás sugárhajtómű, melyet az Egyesült államokban terveztek és gyártanak az F–22 Raptor vadászbombázó számára. Továbbfejlesztésével hozták létre az F–35 Lightning II F135 hajtóművét.

## Tulajdonságai
Az F119 rendkívül kis (jelenleg a legkisebb, 0,15-ös) kétáramúsági fokú, utánégetős gázturbinás sugárhajtómű. Ennek a különlegesen kis kétáramúságnak az oka a repülőgép szupercirkáló képessége mint követelmény elérése volt. A nagy levegőátfutású hajtómű (közel 150 kg/sec) igen kedvező propulziós hatásfokkal rendelkezik, de az alacsony kétáramúság miatt utánégető nélkül is nagy a kilépő gáz sebessége, ami miatt a gép forszázs (utánégető, néha fáklyának is mondják) nélkül is képes hangsebesség fölé gyorsulni, sőt, a hangsebesség másfélszeresét is meghaladó sebességet elérni. Ez a hajtómű lényegében egy rendkívül korszerű egyáramú sugárhajtóműnek tekinthető, ahol is a külső áram jóformán csak az infravörös sugárzás csökkentéséhez szükséges. A nagy levegőátfutás miatt a hajtóművek utánégetői a 110 kN statikus tolóerőt 155-160 kN-ra növelik (pontos adat nem nyilvános), a gép így impozáns emelkedő- és gyorsulóképességgel rendelkezik, de a szívócsatorna fix kialakítása miatt maximális sebessége, más, fix geometriájú levegő-beömlőnyílással épült szuperszonikus repülőgépekhez hasonlóan csak kis mértékben haladja meg a hangsebesség kétszeresét. A három fokozatú, titánból készült kisnyomású kompresszort egyfokozatú kisnyomású turbina hajtja meg. Ezzel ellentétes irányban forog a hat fokozatú nagynyomású kompresszor, melyet egyfokozatú, különleges titánötvözet-egykristályból készült nagynyomású turbina hajt meg. A nagynyomású turbinát aktív hűtéssel is ellátták, így lehetővé vált a turbina előtti gázhőmérséklet szokatlanul magasra, mintegy 1980 °C-ra emelése, ami hozzásegít a tolóerő növeléséhez. A kisnyomású kompresszorfokozatokat nem lapátonként gyártják és szerelik össze, hanem az egész lapátkoszorút egy nagyon bonyolult háromdimenziós forgácsolási eljárással (blisk, azaz Blade Disk, lapát-lemez technológia) egyetlen titánötvözet-egykristály tömbből alakítják ki, így ez később semmilyen utólagos állítást vagy beszabályozást nem igényel.
Fejlesztése közben szem előtt tartották a könnyű karbantarthatóságot, ezért a hasonló hajtóműveknél 40%-kal kevesebb alkatrészből épül föl. A fontosabb részegységek és kezelőszervek az alsó oldalon helyezkednek el, hogy a szerelők a repülőgép burkolatának megbontása után könnyen hozzájuk férhessenek. Az összes részegység a repülőgéphez rendszeresített hat alapvető szerszám valamelyikével szerelhető vagy cserélhető. A számítógépes vezérlőrendszer redundáns. A hajtómű fúvócsöve szokatlan kialakítású. A szokásos kör keresztmetszetű, változtatható átmérőjű, Laval-fúvócső helyett egy négyszög keresztmetszetű, de még mindig Laval-profilú, függőleges síkban ±20 fokban működő deflektoros megoldás mellett döntöttek a tervezők. Az ok részint az F–117-es gépek lapos fúvócsöveinek az infravörös kibocsátásra gyakorolt kedvező hatásának ismerete, részint az egyszerűbb kialakítás volt. A Pratt & Wittney a teljesen két dimenzióban vektoráló, fúvócsőlamellánként mozgatható P/YBBN (Pitch/Yaw Balance Beam Nozzle) rendszerét csak az YF–119-es kifejlesztése után kezdte tesztelni, így az F–22 sárkányát ennek a rendszernek a befogadásához teljesen át kellett volna tervezni. A tolóerő vektorának kitérítése teljesen összhangban van a gép fly by wire rendszerével, a gép minden sebesség és repülési magasság tartományában. A fúvócső infravörös kisugárzását mesterségesen, hűtéssel csökkentik, a tüzelőanyag megfelelő adalékolásával pedig elérték, hogy a repülőgép mögött nem képződik kondenzcsík.